# Арагил
Арагил (арм. Արագիլ, букв. «Аист») — в древнеармянской мифологии вестник Ара Прекрасного. Являлся защитником полей. Согласно представлениям древних армян, два аиста олицетворяют Солнце. Также, по некоторым мифам, в своей стране Арагил — крестьяне-земледельцы. Когда приходит время, они надевают перья и прилетают в Армению. Перед отлетом убивают одного из своих птенцов и приносят его в жертву богу.